# Canton du Fumélois
Le canton du Fumélois est une circonscription électorale française du département de Lot-et-Garonne.

## Histoire
Un nouveau découpage territorial de Lot-et-Garonne entre en vigueur à l'occasion des élections départementales de 2015. Il est défini par le décret du 26 février 2014, en application des lois du 17 mai 2013 (loi organique 2013-402 et loi 2013-403). Les conseillers départementaux sont, à compter de ces élections, élus au scrutin majoritaire binominal mixte. Les électeurs de chaque canton élisent au Conseil départemental, nouvelle appellation du Conseil général, deux membres de sexe différent, qui se présentent en binôme de candidats. Les conseillers départementaux sont élus pour 6 ans au scrutin binominal majoritaire à deux tours, l'accès au second tour nécessitant 12,5 % des inscrits au 1er tour. En outre la totalité des conseillers départementaux est renouvelée. Ce nouveau mode de scrutin nécessite un redécoupage des cantons dont le nombre est divisé par deux avec arrondi à l'unité impaire supérieure si ce nombre n'est pas entier impair, assorti de conditions de seuils minimaux. En Lot-et-Garonne, le nombre de cantons passe ainsi de 40 à 21.
Le canton du Fumélois est formé de communes des anciens cantons de Tournon-d'Agenais (10 communes), de Fumel (7 communes), de Monflanquin (1 commune) et de Penne-d'Agenais (1 commune). Il est entièrement inclus dans l'arrondissement de Villeneuve-sur-Lot. Le bureau centralisateur est situé à Fumel.

## Représentation
| Période élective | Période élective | Mandat | Mandat   | Identité           | Nuance | Nuance | Qualité |
| ---------------- | ---------------- | ------ | -------- | ------------------ | ------ | ------ | --- |
| 2015             | 2021             | 2015   | 2021     | Daniel Borie       |        | PS     | Pré-retraité, maire de Saint-Vite depuis 2001 Ancien conseiller général du Canton de Tournon-d'Agenais (2008-2015) 3ème Vice-Président du Conseil départemental |
| 2015             | 2021             | 2015   | 2021     | Sophie Gargowitsch |        | DVG    | Enseignante - sophro-relaxologue Maire de Blanquefort-sur-Briolance 5ème Vice-Présidente du Conseil départemental                                               |
| 2021             | 2028             | 2021   | en cours | Daniel Borie       |        | PS     | Conseiller sortant, vice-président chargé de l’Aménagement du territoire, des infrastructures et de la mobilité.                                                |
| 2021             | 2028             | 2021   | en cours | Sophie Gargowitsch |        | DVG    | Conseillère sortante, vice-présidente chargée du Développement durable et de l’environnement.                                                                   |

### Résultats détaillés

#### Élections de mars 2015
À l'issue du 1er tour des élections départementales de 2015, deux binômes sont en ballottage : Daniel Borie et Sophie Gargowitsch (PS, 34,75 %) et Jean-Jacques Brouillet et Nathalie Dalché (DVD, 31,94 %). Le taux de participation est de 59,88 % (8 358 votants sur 13 958 inscrits) contre 57,81 % au niveau départemental et 50,17 % au niveau national.
Au second tour, Daniel Borie et Sophie Gargowitsch (PS) sont élus avec 51,59 % des suffrages exprimés et un taux de participation de 62,68 % (4 074 voix pour 8 749 votants et 13 958 inscrits).

#### Élections de juin 2021
Le premier tour des élections départementales de 2021 est marqué par un très faible taux de participation (33,26 % au niveau national). Dans le canton du Fumélois, ce taux de participation est de 43,81 % (5 834 votants sur 13 318 inscrits) contre 39,29 % au niveau départemental. À l'issue de ce premier tour, deux binômes sont en ballottage : Daniel Borie et Sophie Gargowitsch (PS, 43,05 %) et Elodie Arbete et Jean-Jacques Brouillet (Union au centre et à droite, 29,03 %).
Le second tour des élections est marqué une nouvelle fois par une abstention massive équivalente au premier tour. Les taux de participation sont de 34,36 % au niveau national, 41,08 % dans le département et 46,33 % dans le canton du Fumélois. Daniel Borie et Sophie Gargowitsch (PS) sont élus avec 51,54 % des suffrages exprimés (3 006 voix pour 6 172 votants et 13 322 inscrits),,.

## Composition
Le canton du Fumélois comprend dix-neuf communes entières.
| Nom                           | Code Insee | Intercommunalité       | Superficie (km2) | Population (dernière pop. légale) | Densité (hab./km2) | Modifier                                    |
| ----------------------------- | ---------- | ---------------------- | ---------------- | --------------------------------- | ------------------ | ------------------------------------------- |
| Fumel (bureau centralisateur) | 47106      | CC Fumel Vallée du Lot | 22,66            | 4 696 (2022)                      | 207                | modifier les données · modifier les données |
| Anthé                         | 47011      | CC Fumel Vallée du Lot | 13,93            | 200 (2022)                        | 14                 | modifier les données · modifier les données |
| Blanquefort-sur-Briolance     | 47029      | CC Fumel Vallée du Lot | 41,93            | 517 (2022)                        | 12                 | modifier les données · modifier les données |
| Bourlens                      | 47036      | CC Fumel Vallée du Lot | 15,44            | 373 (2022)                        | 24                 | modifier les données · modifier les données |
| Cazideroque                   | 47064      | CC Fumel Vallée du Lot | 11,94            | 246 (2022)                        | 21                 | modifier les données · modifier les données |
| Condezaygues                  | 47070      | CC Fumel Vallée du Lot | 10,81            | 837 (2022)                        | 77                 | modifier les données · modifier les données |
| Courbiac                      | 47072      | CC Fumel Vallée du Lot | 9,05             | 108 (2022)                        | 12                 | modifier les données · modifier les données |
| Cuzorn                        | 47077      | CC Fumel Vallée du Lot | 23,34            | 850 (2022)                        | 36                 | modifier les données · modifier les données |
| Lacapelle-Biron               | 47123      | CC Fumel Vallée du Lot | 13,96            | 399 (2022)                        | 29                 | modifier les données · modifier les données |
| Masquières                    | 47160      | CC Fumel Vallée du Lot | 12,31            | 175 (2022)                        | 14                 | modifier les données · modifier les données |
| Monsempron-Libos              | 47179      | CC Fumel Vallée du Lot | 9,05             | 2 104 (2022)                      | 232                | modifier les données · modifier les données |
| Montayral                     | 47185      | CC Fumel Vallée du Lot | 24,54            | 2 667 (2022)                      | 109                | modifier les données · modifier les données |
| Saint-Front-sur-Lémance       | 47242      | CC Fumel Vallée du Lot | 19,58            | 501 (2022)                        | 26                 | modifier les données · modifier les données |
| Saint-Georges                 | 47328      | CC Fumel Vallée du Lot | 15,96            | 510 (2022)                        | 32                 | modifier les données · modifier les données |
| Saint-Vite                    | 47283      | CC Fumel Vallée du Lot | 5,47             | 1 187 (2022)                      | 217                | modifier les données · modifier les données |
| Sauveterre-la-Lémance         | 47292      | CC Fumel Vallée du Lot | 23,46            | 569 (2022)                        | 24                 | modifier les données · modifier les données |
| Thézac                        | 47307      | CC Fumel Vallée du Lot | 11,21            | 209 (2022)                        | 19                 | modifier les données · modifier les données |
| Tournon-d'Agenais             | 47312      | CC Fumel Vallée du Lot | 21,26            | 742 (2022)                        | 35                 | modifier les données · modifier les données |
| Trentels                      | 47315      | CC Fumel Vallée du Lot | 19,47            | 866 (2022)                        | 44                 | modifier les données · modifier les données |
| Canton du Fumélois            | 4709       |                        | 325,37           | 17 756 (2022)                     | 55                 | modifier les données                        |

## Démographie
En 2022, le canton comptait 17 756 habitants, en évolution de −0,85 % par rapport à 2016 (Lot-et-Garonne : −0,18 %, France hors Mayotte : +2,11 %).
| 2013   | 2018   | 2022   |
| ------ | ------ | ------ |
| 18 327 | 17 897 | 17 756 |